# Colégio Franciscano Sagrada Família
O Colégio Franciscano Sagrada Família é uma escola de Belo Horizonte, situada no bairro Caiçara. Faz parte do Sistema de Ensino Clarissas Franciscanas e foi fundado em 1950. Até 2011 teve a denominação de Instituto Sagrada Família.

## Prêmios
O Instituto Sagrada Família recebeu o Prêmio Nacional de Excelência em Qualidade no Ensino 2008, do Instituto Brasileiro de Pesquisa e Qualidade Gomes Pimentel.